# Conlegner Károly

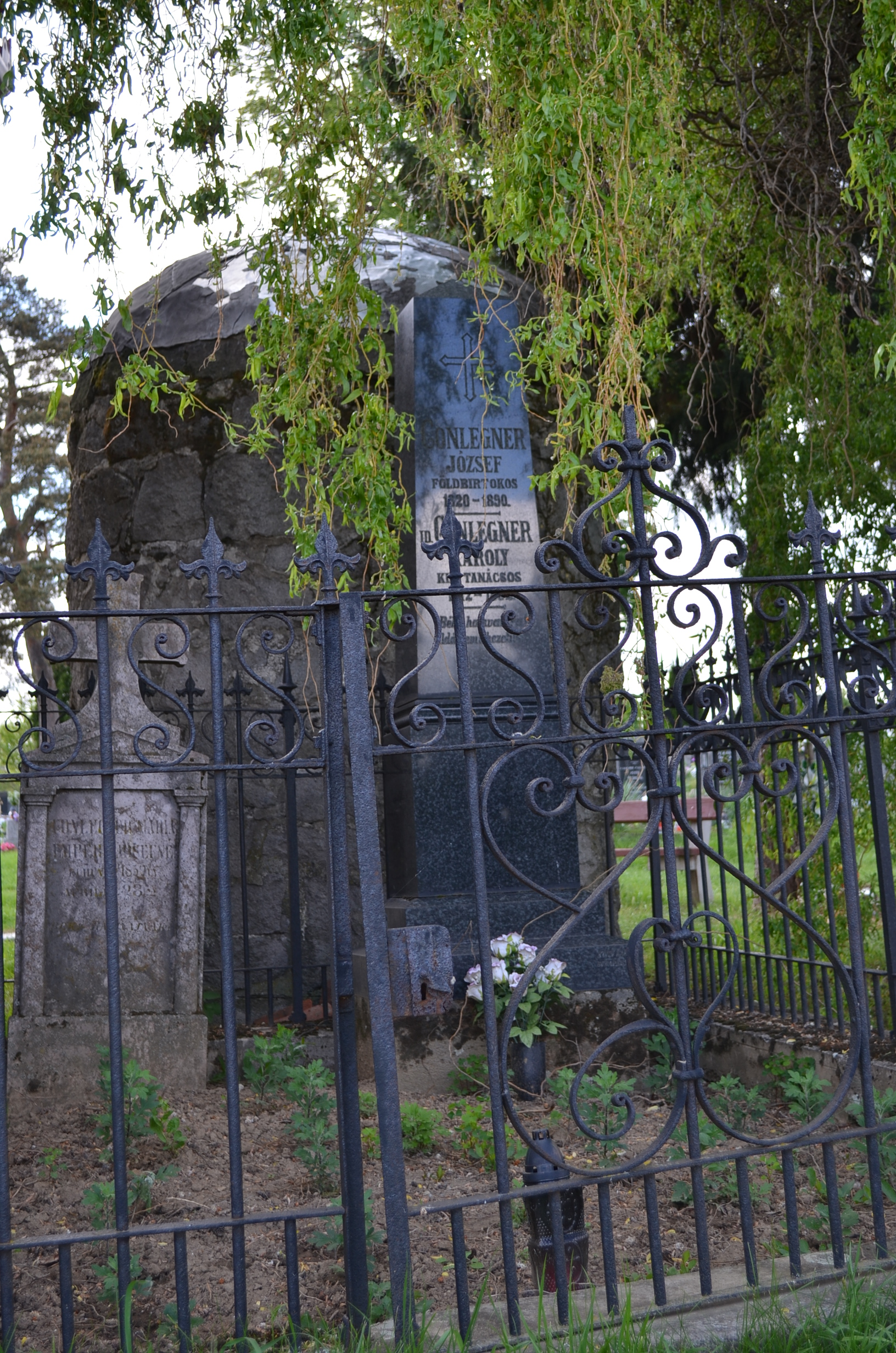
Sírja Néveren

Conlegner Károly (Érsekújvár, 1812. október 18. – Néver, 1892. december 21.) számtan- és könyvviteltanár, a műegyetem rektora, közgazdász, gazdasági író, királyi tanácsos.

## Élete
Apja Conlegner Nándor kereskedő és később városi tanácsos volt. A gimnáziumot Nagyszombatban végezte 1826-ban, felsőfokú tanulmányait a bécsi műegyetem kereskedelmi tanfolyamán végezte. Ezután egy bécsi nagykereskedésben nyert alkalmazást; később hazatért és apja üzletét vezette.
1846. november 1-jétől a József Ipartanoda számtan- és könyvviteltanára lett.
Az 1848–49-es forradalom és szabadságharcban a bankjegynyomda főbiztosa volt. Megfogalmazta a magyar pénzjegy többnyelvű tiltószövegét és vezette a Pénzleltárt. A nyomdát evakuálása után Debrecenbe is követte és 1849 februárjától annak igazgatójaként dolgozott. Az ő parancsára Lugoson a Temes folyóba süllyesztették a sajtót a lemezekkel együtt. A világosi fegyverletétel után menekülnie kellett. A megtorlás időszakában gróf Nádasdy bújtatta birtokán mint nevelőt. Ő teremtette elő a Nádasdy alapítvány pénzforrásait a Magyar Tudományos Akadémián. Később a József-ipariskolánál tanított német nyelvet, földrajzt és történelmet.
1857. május 25-től a királyi József Műegyetemen a német ügyirály és számviteltan nyilvános rendes tanára, az 1872/73-as tanévben az egyetem második rektorává választották. A megnyitás ünnepélyén, november 6-án a humanizmus és realizmus fejlődésének vázolásával foglalta el rektori székét.
1864-ben báró Eötvös Józseffel megalapította az Első Magyar Iparbankot, melynek elnöke Eötvös ő pedig alelnöke lett. Eötvös József lemondása után mint elnök 1871-ig működött. 1877. július 9-én nyugdíjba ment és visszavonult néveri jószágára.
Tanítványa Szily Kálmán a Műegyetem évkönyvében emlékezett meg róla: Conlegner minden nehézség ellenére az ipar és az ifjúság felemelkedését szolgálta egész életében.

## Emlékezete
- Érem[5]

## Művei
Weninger Vince Számtanát (Pest, 1857. és 58.) előszóval látta el; 
- 1879 Érsek-Ujvár történetéből - Adalék a Thurzó-családról szóló czikkhez. Vasárnapi Ujság XXVI/12, 195 (március 23.)